# Vira-bosta-picumã
Vira-bosta-picumã, vaqueiro-gritador ou chupim-azeviche (Molothrus rufoaxillaris) é uma espécie de ave da família Fringillidae.
Pode ser encontrada nos seguintes países: Argentina, Bolívia, Brasil, Paraguai e Uruguai. Seus habitats naturais são pastagens e florestas secundárias altamente degradadas.